# Pollenia dysaethria
Pollenia dysaethria är en tvåvingeart som beskrevs av Dear 1986. Pollenia dysaethria ingår i släktet vindsflugor, och familjen spyflugor. Inga underarter finns listade i Catalogue of Life.